# Patyomkin páncélos
A Patyomkin páncélos (eredeti cím: Броненосец "Потёмкин") 1925-ben bemutatott fekete-fehér szovjet némafilm, Szergej Mihajlovics Eisenstein filmrendező leghíresebb alkotása. A film az 1905-ös oroszországi forradalom egyik epizódját dolgozza fel erős kommunista propagandisztikus céllal. A megtörtént eseményt, a Knyaz Potyomkin Tavricseszkij pre-dreadnought csatahajó legénységének lázadását, Eisenstein a forradalomról szóló nagy hatású filmeposszá alakította, mely csakhamar a filmtörténet klasszikus alkotásai közé emelkedett. Nemcsak a hazájában, szerte a világban a filmtörténet egyik csúcsaként emlegetik.

## Cselekménye
Odessza kikötőjében a munkások sztrájkolnak. A hajón matrózok egy csoportja Vakulincsuk vezetésével elhatározza, hogy csatlakoznak a sztrájkhoz. Másnap megtagadják, hogy egyenek a férges húsból készített ebédből. A hajó kapitánya a parancsmegtagadókra ponyvát dobat és lövetni akar rájuk, de a fedélzeten felsorakozott legénység átáll Vakulincsukék oldalára. A kialakult harcban a tiszteket lefegyverzik, a kapitányt lelövik, ám Vakulincsukot is halálos lövés éri. Holttestét partra szállítják és a mólón felravatalozzák, a város népe gyászolja. A kikötői lépcsőn gyülekező tömeg ellen katonaságot vezényelnek, esztelen mészárlás kezdődik. Válaszul a hajó ágyúi lövéseket adnak le a városi palotára. A flotta hajói felsorakoznak a lázadó hajó elfogására, ám azok matrózai is szolidárisak a Patyomkinnal, amely így győztesen kifuthat a tengerre, miközben felhúzzák rá a vörös lobogót. (A zászló fekete-fehér képét Eisenstein saját kezűleg, kockánként festette pirosra.)
Eisenstein egy 1938-as tanulmányában leírta, hogy filmjét a klasszikus tragédia szerkezetéhez hasonlóan öt „felvonásból” építette fel:
- 1. Emberek és férgek
- 2. Dráma a fedélzeten
- 3. A halott tettekre hív
- 4. Az odesszai lépcső
- 5. Találkozás a hajórajjal

A továbbiakban részletesen elemezte, hogyan állnak össze az egyes „felvonások” önálló egésszé, és hogyan válnak végül egyetlen szerves egységgé.
Eisensteinnek a montázsról akkoriban kialakított elméletét ez a filmje a gyakorlatban igazolta. A fedélzetről vízbe hajított orvos cvikkerének bevágott közelképe, az ogyesszai lépcső szuggesztív jelenetei, a sortűzre „válaszoló” hajóágyúk, az ágyúlövésekre szinte felpattanó kőoroszlánok montázssorai ma már közismertek, iskolai tananyaggá is váltak. A montázsban rejlő lehetőséget egyaránt használja a feszültség fokozására (például lázadás a fedélzeten; a flotta hajói átengedik a Patyomkint), a pátosz (Vakulincsuk temetése) vagy az iszonyat és az ellenszenv minél erősebb felkeltésére. Általában is elmondható, hogy Eisenstein számára a pátosz, a forradalom melletti agitáció, az erős emocionális hatás kiváltása az egyik legfontosabb cél.
A filmnek alig van cselekménye, főszereplője egyáltalán nincs, mert központi hőse – Eisenstein elveinek megfelelően – egy kollektíva, a fellázadt legénység. Két hivatásos filmes és egy színész (Alekszandr Antonov, Vakulincsuk alakítója) kivételével összes szereplője amatőr. A jeleneteket díszletek nélkül, szinte kizárólag külső helyszíneken forgatták, ennek és az operatőri munkának köszönhető, hogy még a legdrámaibb izzású és az eposzi emelkedettségű részek is a valóság erejével hatnak. Eduard Tissze, Eisenstein filmjeinek állandó operatőre rendkívüli erejű képekkel járul hozzá a film sikeréhez. A szereplők kifejező közelképei, a kikötői lépcsőn levonuló katonacsizmák zárt képkompozíciói, a lírai oldottságú totálképek (a móló a ravatallal, a hajóhoz élelmet szállító fehér vitorlások) önmagukban is kifejezőek, de mindig részei a film összhatásának.

### Filmtörténet
Az 1905-ös forradalom 20. évfordulójára eredetileg több filmből álló, hosszabb sorozatot terveztek, melyhez Nyina Agadzsanova Sutko írt forgatókönyvet. A sorozat végül nem készült el, de annak forgatókönyvéből emelte ki Eisenstein a Patyomkin-felkelés epizódját.
A film a Goszkino (ma: Moszfilm) stúdióban készült, bemutatóját 1925. december 5-én tartották Moszkvában. A vetítésre Eisenstein az egész stábot matrózruhába öltöztette és a mozi előcsarnokát a tengerészet zászlóival díszíttette fel. A Patyomkin páncélos már a következő évben külföldön is sikert aratott. Díjat nyert a párizsi világkiállításon, és az Amerikai Filmakadémia 1926-ban a legjobb filmnek választotta. 1958-ban a legtöbb szavazattal került a világ legjobb filmjeiként elismert Brüsszeli tizenkettő listájának élére. 20 évvel később, 1978-ban a filmtudomány szakemberei még mindig az első 100 legjobb alkotás közé sorolták. 2015-ben az Európai Filmakadémia (EFA) az európai filmkultúra kincsei státusszal díjazta a film egyik odesszai helyszínét, a Patyomkin-lépcsőt.

## Főbb szereplők
- Alekszandr Antonov
- Grigorij Alekszandrov
- Vlagyimir Barszkij

## Galéria

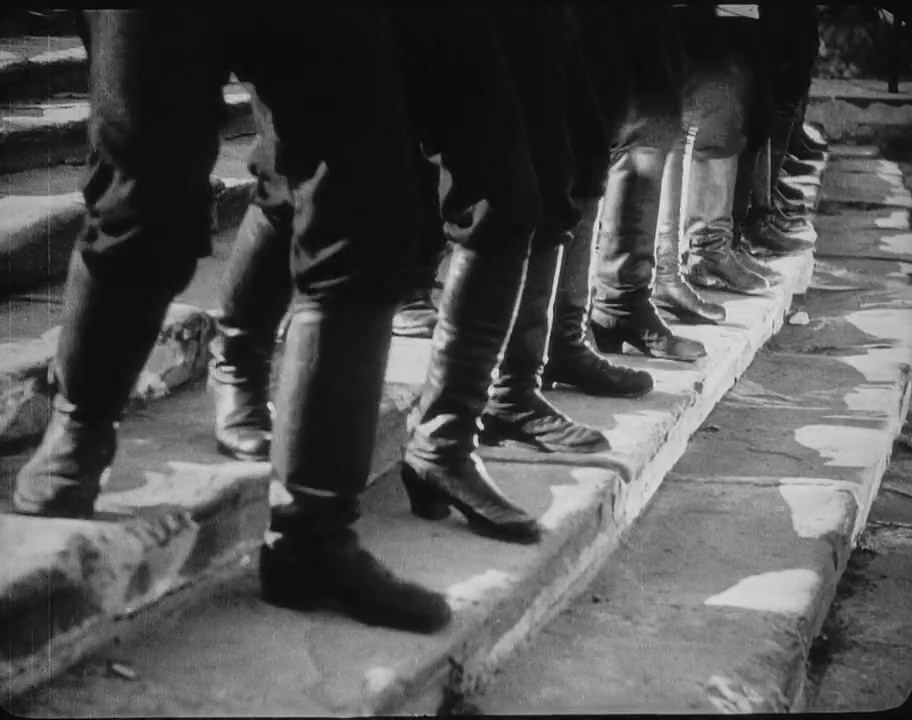
Kép a filmből: katonacsizmák az odesszai lépcsőn
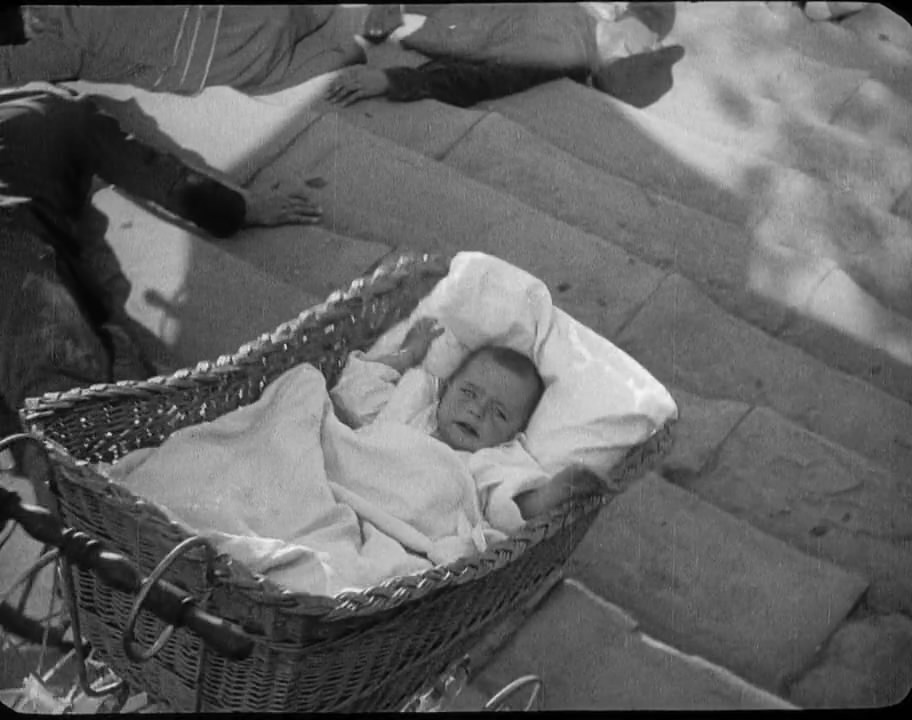
Kép a filmből: babakocsi az odesszai lépcsőn
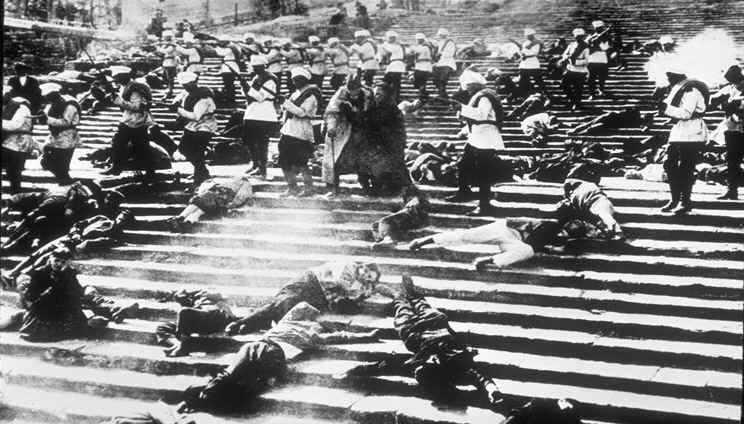
Sortűz az odesszai lépcsőn
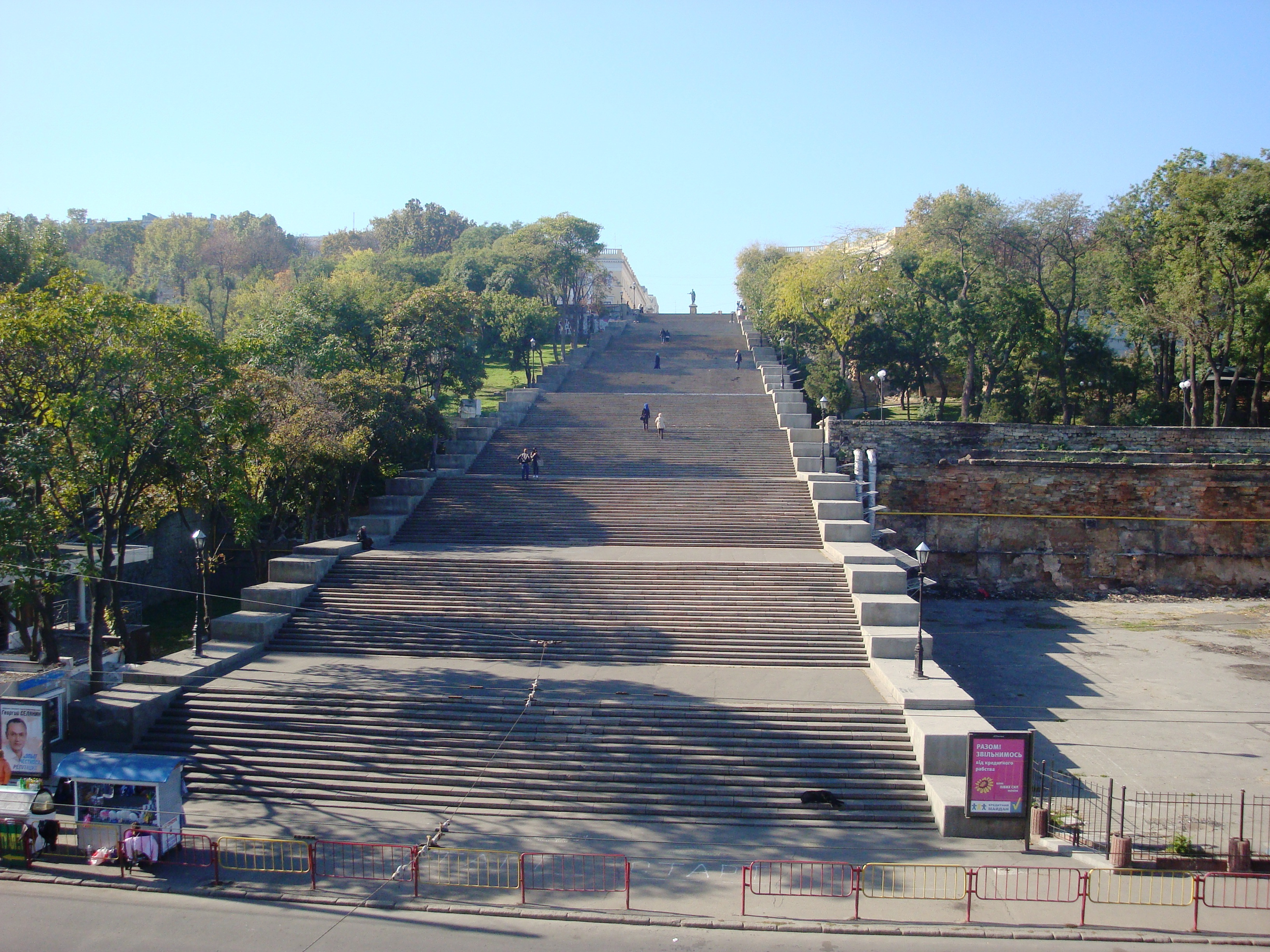
Az európai filmkultúra kincsei státusszal díjazott Patyomkin-lépcső napjainkban